# Barrio de Batha
Barrio de Batha är en ort i Mexiko, tillhörande Naucalpan de Juárez kommun i delstaten Mexiko. Barrio de Batha ligger i den centrala delen av landet och tillhör Mexico Citys storstadsområde. Orten hade 269 invånare vid folkmätningen 2010. 2020 hade befolkningen ökat till 438 personer.